# Tesla Model 3
Tesla Model 3 és un automòbil elèctric sedan de cinc places fabricat per Tesla, Inc. La presentació mundial es va fer el 31 de març de 2016 i els primers 30 lliuraments es van efectuar el 28 de juliol de 2017.
La versió Performance té una autonomia de 499 km segons EPA. Té dos motors, un en cada eix, que li proporcionen tracció total i una potència combinada de 379 kW (515 CV). Accelera de 0 a 100 km/h en 3,4 segons. La velocitat màxima és de 260 km/h. En 2018 el Tesla Model 3 va ser el cotxe prèmium més venut als Estats Units. En 2018 i en 2019 va ser el model elèctric més venut en el món. En 2019 el Tesla Model 3 va ser el setè turisme més venut als Estats Units amb 154.836 unitats.
El març de 2019 es va posar a la venda als Estats Units el model base, des de 35 000 USD.